# Kiril Yatsevich
Kiril Yatsevich, né le 9 janvier 1992 à Moscou, est un coureur cycliste russe.

## Biographie
En 2010, il prend la quatrième place du Pavé de Roubaix et gagne la Cup President Moldova. En juillet, il remporte le championnat d'Europe du contre-la-montre juniors. Il termine par la suite huitième du championnat du monde du contre-la-montre juniors à Offida.

## Palmarès sur route

### Par année
- 2009
  -  Champion de Russie sur route juniors
- 2010
  -  Champion d'Europe du contre-la-montre juniors
  -  Champion de Russie sur route juniors
  - Cup President Moldova
  - 2e étape des Boucles du Canton de Trélon
  - 8e du championnat du monde du contre-la-montre juniors
- 2012
  - 1re étape de l'Heydar Aliyev Anniversary Tour (contre-la-montre par équipes)
  - 2e de l'Heydar Aliyev Anniversary Tour
- 2013
  - 3e du ZLM Tour
- 2014
  - 3e du championnat de Russie du contre-la-montre espoirs

### Classements mondiaux
| Année           | 2014 |
| --------------- | ---- |
| UCI Europe Tour | 974e |

## Palmarès sur piste

### Championnats du monde
- Apeldoorn 2011
  - 10e de l'américaine (avec Alexander Khatuntsev)

### Championnats nationaux
- 2011
  - 2e du championnat de Russie de l'américaine (avec Kirill Baranov)